# 多尼 (白金漢郡)
多尼是英格兰白金汉郡泰晤士河和银禧河河畔的一个村庄和民政教区，西边2.3英里（3.7）为伊顿，当地居民约有700人。多尼庄园（Dorney Court）和多尼湖位于此地。《末日审判书》中记载这里曾有一座庄园，盛产蜂蜜，而“Dorney”一词的意思就是“蜜蜂岛”。